# Ekonomiåret 1946

## Bildade företag

Sony

- Sony, japanskt teknikföretag.[1]

## Födda
- 29 juni – Lennart Schön, svensk professor i ekonomisk historia.

## Avlidna
- 21 april – John Maynard Keynes, 62, brittisk nationalekonom.[2]